# Sydney Boys High School
Sydney Boys High School (Liceul de Băieți Sydney) este un liceu de băieți situat în Sydney, Australia. Liceul este selectiv academic și se intră numai pe bază de examen public în engleză, matematică și cunoștințe generale.
Liceul a fost fondat în 1888 și este situat în Moore Park, o zonă lângă centrul orașului Sydney.